# Francisco Verdugo Cabrera
Francisco Verdugo Cabrera (25 de julio de 1561-20 de julio de 1636) fue un prelado católico que sirvió como obispo de Ayacucho o Huamanga (1622-1636). Cuando la noticia de su muerte aún no había llegado a Europa, fue nombrado Arzobispo de México después de su muerte.

## Biografía
Francisco Verdugo Cabrera nació en Carmona, España, el 25 de julio de 1561.  
El 14 de marzo de 1622, fue nombrado durante el papado de Gregorio XV como Obispo de Ayacucho o Huamanga. 
El 27 de diciembre de 1622, fue consagrado obispo por Luis Jerónimo Oré, Obispo de Concepción. 
El 20 de julio de 1636, murió como obispo de Ayacucho o Huamanga. 
Como la  noticia de su muerte no llegó a Europa, fue nombrado el 9 de septiembre de 1636 durante el papado de Urbano VII como arzobispo de México.
- Datos: Q24578821
- Multimedia: Francisco Verdugo Cabrera / Q24578821